# Benjamín Aceval
Benjamín Aceval is een gemeente (in Paraguay un distrito genoemd) in Paraguay in het departement Presidente Hayes.
De gemeente had in 2008 16.248 inwoners. Ze is genoemd naar de Paraguayaanse diplomaat Benjamín Aceval Marin.
Sinds 1980 is Benjamín Aceval de zetel van het gelijknamige rooms-katholieke bisdom.